# Drohnen-Ragwurz
Die Drohnen-Ragwurz (Ophrys bombyliflora), die auch Hummelschweber-Ragwurz oder Bremsen-Ragwurz genannt wird, ist eine Art der Gattung Ragwurzen (Ophrys) in der Familie der Orchideengewächse (Orchidaceae).

## Beschreibung
Diese mehrjährige krautige Pflanze besitzt zwischen zwei und fünf kugelige Knollen als Überdauerungsorgane und erreicht Wuchshöhen zwischen 5 und 30 cm. Am Grund des Stängels finden sich ein bis zwei eiförmige Schuppenblätter. Vier bis acht Laubblätter sind in einer Grundrosette zusammengefasst und in der unteren Hälfte des Stängels findet man weitere ein bis zwei langscheidige Blätter.
Der Blütenstand umfasst eine bis fünf Blüten, bei denen meistens die Tragblätter kürzer sind als die Fruchtknoten. Die breit eiförmigen Kelchblätter sind grün gefärbt, das Mittlere ist etwas kürzer und schmaler als die Seitlichen. Die behaarten, breit dreieckigen Kronblätter erscheinen gelbgrün. Die tief dreilappige Lippe ist dunkelbraun gefärbt. Der Mittellappen hat abwärts gebogene Ränder, wodurch er die Form einer Halbkugel annimmt. Vorn weist er ein rückwärts gerichtetes Anhängsel auf, welches jedoch auf den ersten Blick nicht leicht zu erkennen ist. Die nach unten gebogenen Seitenlappen haben am Ansatz einen behaarten Höcker. Das unscheinbare Mal ist bräunlich bis schwach violett gefärbt.
Die Blütezeit erstreckt sich von Februar bis Mai.
Die Chromosomenzahl beträgt 2n = 36.

## Taxonomie und Systematik
Die Drohnen-Ragwurz wurde 1799 von Johann Heinrich Friedrich Link in Journal für die Botanik (Schrader) Jahrgang 1799, Teil 2, Seite 325 als Ophrys bombyliflora erstbeschrieben.
Die Drohnen-Ragwurz ist in ihrer Gestalt nur wenig veränderlich und steht von anderen Vertretern ihrer Gattung meist isoliert. Man kann aber zwei Varietäten unterscheiden:
- Ophrys bombyliflora var. bombyliflora: Sie kommt im Mittelmeerraum und auf den Kanaren vor.[3]
- Ophrys bombyliflora var. parviflora (Mifsud) Mifsud: Sie kommt in Tunesien, auf Malta und auf Samos vor.[3]

## Verbreitung und Standortbedingungen
Das Verbreitungsgebiet erstreckt sich über den Mittelmeerraum. Ostwärts endet das Gebiet in Westanatolien und auf Rhodos. Diese Art ist die einzige Ragwurz, die auf den Kanarischen Inseln vorkommt. Dort findet man sie auf Gran Canaria und Teneriffa. Die Art hat Vorkommen in den Ländern Marokko, Algerien, Tunesien, Libyen, Portugal, Spanien, Frankreich, Italien, im früheren Jugoslawien, Albanien, Griechenland, in der Türkei und auf den Kanaren.
Diese Art bevorzugt lichte Wälder, Garriguen, Magerrasen und wenig genutztes Kulturland mit mäßig trockenen bis mäßig feuchten, aber stets basenreichen Böden als Standort. Im Gebirge findet man diese Orchideenart bis zu einer Meereshöhe von 1020 Metern.

## Ökologie
Als Bestäuber wurden verschiedene Eucera-Arten beobachtet.